# Minasgonus ligulifer
Minasgonus ligulifer är en mångfotingart som beskrevs av Karl Wilhelm Verhoeff 1938. Minasgonus ligulifer ingår i släktet Minasgonus och familjen Spirostreptidae. Inga underarter finns listade i Catalogue of Life.